# 아제르바이잔의 유로비전 송 콘테스트 참가
아제르바이잔은 2008년부터 꾸준히 참가하고 있는 국가 중 하나이다. 한번도 결선을 놓친 적이 없으며 첫 참가부터 8위를 기록하며, 2009년부터 2013년까지 5위 이상의 높은 성적을 보여주었다. 덕분에 아제르바이잔 내의 대회 인기도는 굉장히 높다.

## 참가자
| 연도 | 가수              | 언어 | Title                 | 결선 | 점수 | 준결선             | 점수               |
| ---- | ----------------- | ---- | --------------------- | ---- | ---- | ------------------ | ------------------ |
| 2008 | 엘누르 & 사미르   | 영어 | "Day After Day"       | 8    | 132  | 6                  | 96                 |
| 2009 | 아이셀 & 아라슈   | 영어 | "Always"              | 3    | 207  | 2                  | 180                |
| 2010 | 사푸라 알리자데   | 영어 | "Drip Drop"           | 5    | 145  | 2                  | 113                |
| 2011 | 엘 & 니키         | 영어 | "Running Scared"      | 1    | 221  | 2                  | 122                |
| 2012 | 사비나 바바예바   | 영어 | "When the Music Dies" | 4    | 150  | 우승으로 결선 참가 | 우승으로 결선 참가 |
| 2013 | 파리드 맘마도프   | 영어 | "Hold Me"             | 2    | 234  | 1                  | 139                |
| 2014 | 딜라라 카즈모바   | 영어 | "Start A Fire"        | 22   | 33   | 9                  | 57                 |
| 2015 | 엘누르 휘세이노프 | 영어 | "Hour of the Wolf"    | 12   | 49   | 10                 | 53                 |
| 2016 | 삼라              | 영어 | "Miracle"             | 17   | 117  | 6                  | 185                |
| 2017 | 다하즈            | 영어 | "Skeletons"           | 14   | 120  | 8                  | 150                |
| 2018 | 아이셀            | 영어 | "X My Heart"          |      |      | 11                 | 90                 |